# 向阳遗址 (忻州市)
向阳遗址，位于山西省忻州市忻府区豆罗镇向阳村东500米处，是中华人民共和国山西省文物保护单位之一。
1965年5月24日，授予山西省文物保护单位，是一座古遗址。